# Siprunjärvi
Siprunjärvi är en sjö i kommunen Kuusamo i landskapet Norra Österbotten i Finland. Sjön ligger 304,4 meter över havet. Arean är 39 hektar och strandlinjen är 4,7 kilometer lång. Sjön  ingår i Ijo älvs huvudavrinningsområde.   Den ligger omkring 190 kilometer nordöst om Uleåborg och omkring 670 kilometer norr om Helsingfors. 
I sjön finns ön Siprunsaari. 